# エデン (商業施設)
EDEN（エデン）は、宮城県仙台市青葉区中央に所在した商業施設。オリックス不動産が運営した。

## 概要
2009年に閉館した仙台ホテル跡地に建設。将来的な再開発を前提とした暫定開発として、複合商業施設を建設。2011年4月27日の開業を予定していたが、東日本大震災によって延期。同年7月22日に開業した。2018年、2020年、2022年と3度にわたってテナント契約を2年ずつ延長し、営業を続けた。

### 閉店
オリックス不動産は、2024年に更新時期を迎えるテナント契約について、延長せずに閉店する方針を決定し、2024年1月31日に閉店した。施設を保有するオリックスグループの広報は、「春をめどに建物の解体を始めるものの、その後の予定は未定」とコメントしている。

## 沿革
- 2010年4月9日 - オリックス不動産、EDENの建設を発表[8]。
- 2011年7月22日 - 開業[3][9]。
- 2024年1月31日 - 閉店。